# Blancafort (Cher)
Blancafort is een gemeente in het Franse departement Cher (regio Centre-Val de Loire). De plaats maakt deel uit van het arrondissement Vierzon. Hier staat bij de brug over de Sauldre het monumentje van de Europese Monetaire Unie. De gemeente telde 1.002 inwoners op 1 januari 2022.

## Geografie
De oppervlakte van Blancafort bedroeg op 1 januari 2022 64,35 vierkante kilometer; de bevolkingsdichtheid was toen 15,6 inwoners per km².
De onderstaande kaart toont de ligging van Blancafort met de belangrijkste infrastructuur en aangrenzende gemeenten.

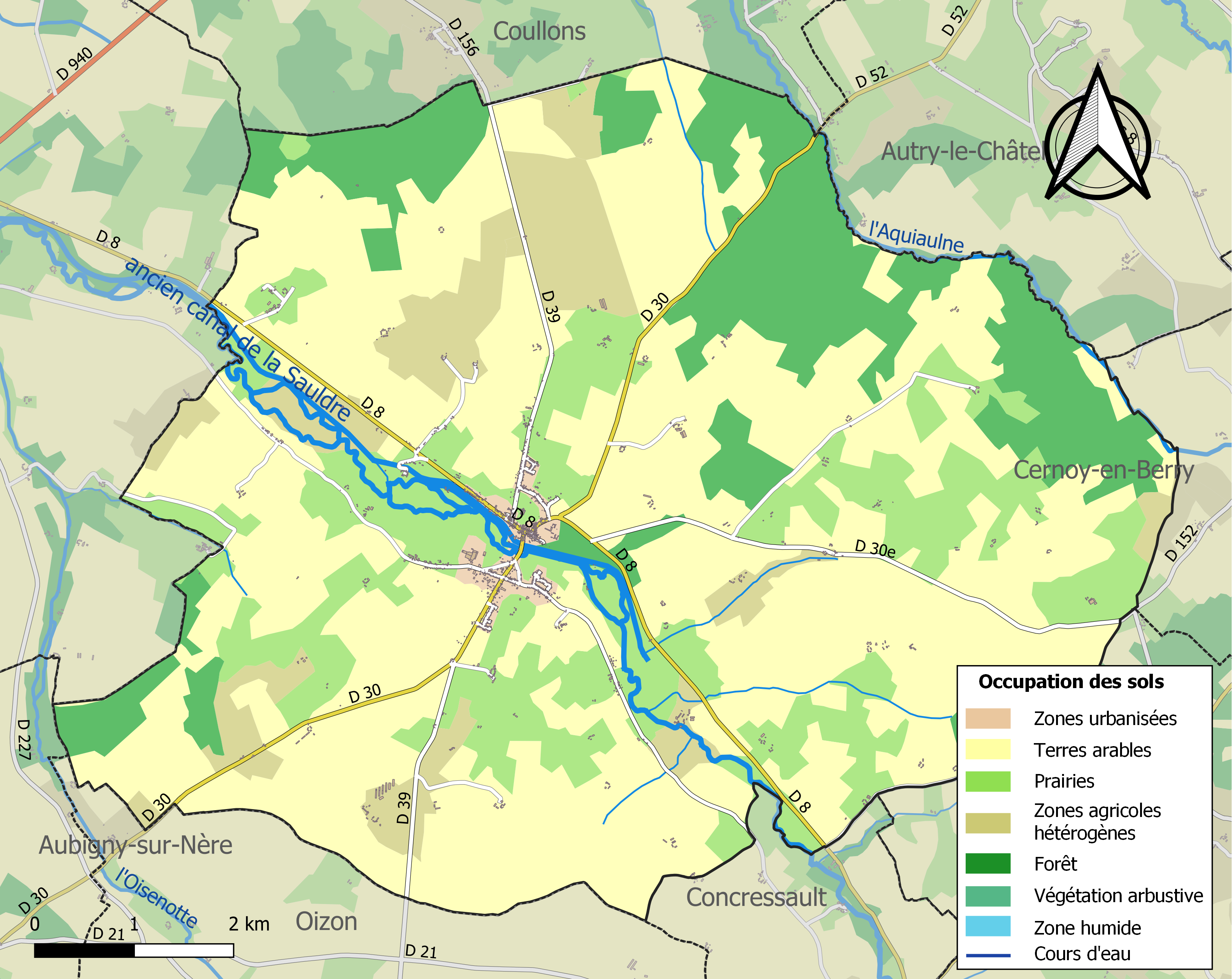

## Demografie
Onderstaande figuur toont het verloop van het inwonertal (bron: INSEE-tellingen).